# منتخب إسبانيا لكرة الصالات

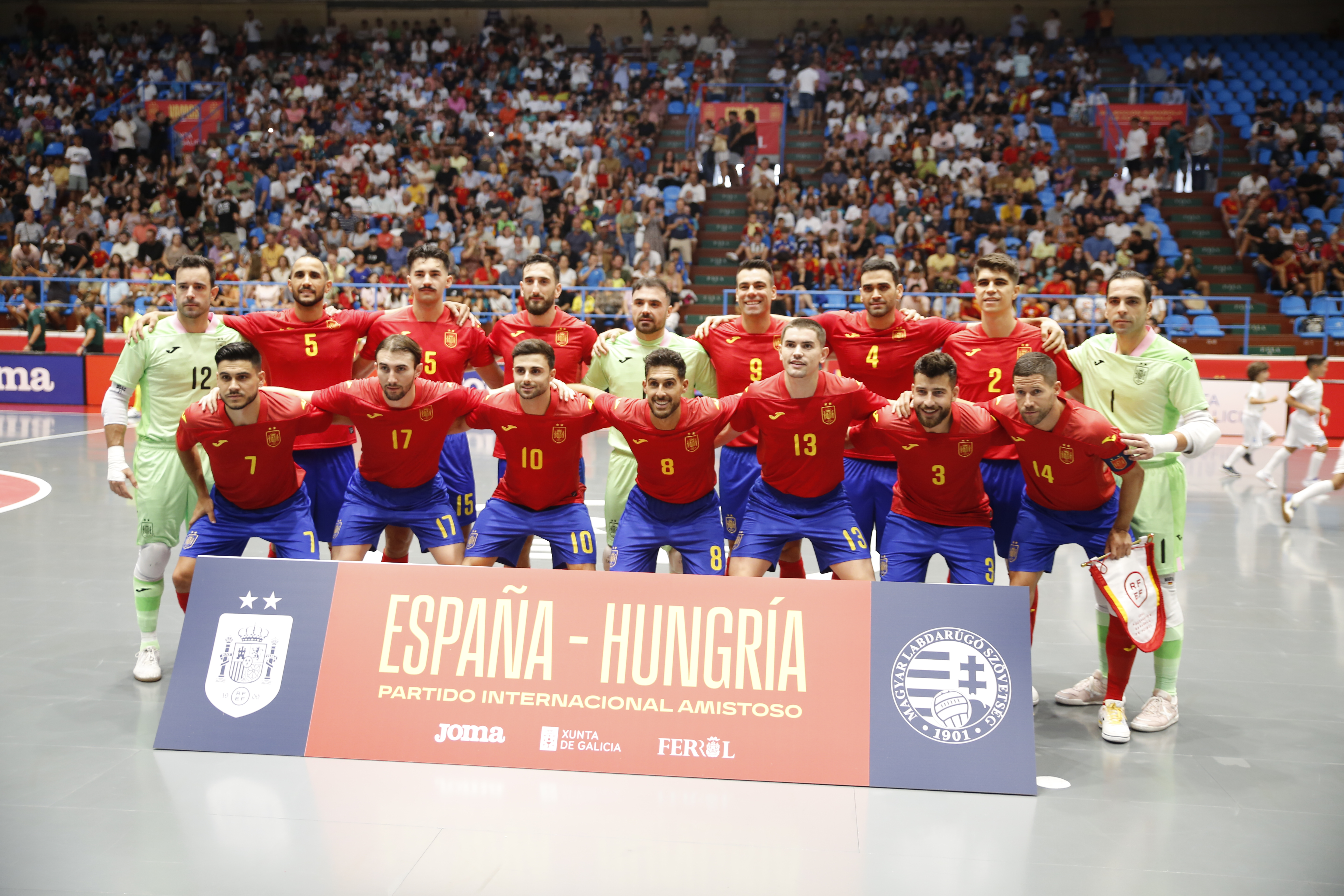
مباراة ودية لكرة الصالات للرجال بين إسبانيا والمجر في ملاطة

منتخب إسبانيا لكرة القدم داخل الصالات هو ممثل إسبانيا الرسمي في رياضة الكرة قدم داخل الصالات. يديره الاتحاد الملكي الإسباني لكرة القدم. وهو أحد أقوى الفرق في العالم، فاز ببطولة الاتحاد الأوروبي لكرة الصالات سبع مرات، وحصل على لقب بطل كأس العالم لكرة الصالات مرتين على التوالي.
توج الفريق بطلاً للعالم في عامي 2000 و2004، وحصل على المركز الثاني ثلاث مرات في أعوام 1996 و2008 و2012.
على المستوى القاري لمسابقات الاتحاد الأوروبي لكرة القدم، شارك المنتخب في جميع النسخ الإحدى عشرة لبطولة الاتحاد الأوروبي لكرة الصالات، واستضافت أول نسختين في عامي 1996 و1999، وفاز باللقب القاري سبع مرات (1996، 2001، 2005، 2007، 2010، 2012، و2016). وحصل على المركز الثاني في عامي 1999 و2018. وغاب عن النهائي فقط في نسختي 2003 و2014، حيث تم إقصائهم من الدور نصف النهائي، مما يجعل من منتخب إسبانيا ثاني أنجح منتخب بعد البرازيل.

## سجل المشاركات

### بطولة كأسالعالملكرة القدم داخل الصالات
| سجل بطولة كأس العالم لكرة القدم داخل الصالات | سجل بطولة كأس العالم لكرة القدم داخل الصالات | سجل بطولة كأس العالم لكرة القدم داخل الصالات | سجل بطولة كأس العالم لكرة القدم داخل الصالات | سجل بطولة كأس العالم لكرة القدم داخل الصالات | سجل بطولة كأس العالم لكرة القدم داخل الصالات | سجل بطولة كأس العالم لكرة القدم داخل الصالات | سجل بطولة كأس العالم لكرة القدم داخل الصالات | سجل بطولة كأس العالم لكرة القدم داخل الصالات |
| السنة                                        | الدور                                        | المرتبة                                      | لعب                                          | فاز                                          | تعادل                                        | خسر                                          | له                                           | عليه                                         |
| -------------------------------------------- | -------------------------------------------- | -------------------------------------------- | -------------------------------------------- | -------------------------------------------- | -------------------------------------------- | -------------------------------------------- | -------------------------------------------- | -------------------------------------------- |
| 1989                                         | مرحلة المجموعات                              | التاسعة                                      | 3                                            | 2                                            | 0                                            | 1                                            | 14                                           | 9                                            |
| 1992                                         | الثالث                                       | الثالثة                                      | 8                                            | 5                                            | 1                                            | 2                                            | 42                                           | 35                                           |
| 1996                                         | الوصيف                                       | الثانية                                      | 8                                            | 7                                            | 0                                            | 1                                            | 34                                           | 12                                           |
| 2000                                         | البطل                                        | الأولى                                       | 8                                            | 8                                            | 0                                            | 0                                            | 41                                           | 8                                            |
| 2004                                         | البطل                                        | الأولى                                       | 8                                            | 6                                            | 1                                            | 1                                            | 30                                           | 7                                            |
| 2008                                         | الوصيف                                       | الثانية                                      | 9                                            | 7                                            | 2                                            | 0                                            | 29                                           | 11                                           |
| 2012                                         | الوصيف                                       | الثانية                                      | 7                                            | 5                                            | 1                                            | 1                                            | 31                                           | 13                                           |
| 2016                                         | ربع النهائي                                  | الخامسة                                      | 5                                            | 4                                            | 0                                            | 1                                            | 20                                           | 14                                           |
| المجموع                                      | 8/8                                          | 8/8                                          | 56                                           | 44                                           | 5                                            | 7                                            | 241                                          | 109                                          |

### بطولةأوروبالكرة القدم داخل الصالات
| سجل بطولة أمم أوروبا لكرة الصالات | سجل بطولة أمم أوروبا لكرة الصالات | سجل بطولة أمم أوروبا لكرة الصالات | سجل بطولة أمم أوروبا لكرة الصالات | سجل بطولة أمم أوروبا لكرة الصالات | سجل بطولة أمم أوروبا لكرة الصالات | سجل بطولة أمم أوروبا لكرة الصالات | سجل بطولة أمم أوروبا لكرة الصالات |
| السنة                             | الدور                             | لعب                               | فاز                               | تعادل                             | خسر                               | له                                | عليه                              |
| --------------------------------- | --------------------------------- | --------------------------------- | --------------------------------- | --------------------------------- | --------------------------------- | --------------------------------- | --------------------------------- |
| 1996                              | البطل                             | 4                                 | 3                                 | 1                                 | 0                                 | 13                                | 7                                 |
| 1999                              | الوصيف                            | 5                                 | 4                                 | 1                                 | 0                                 | 17                                | 7                                 |
| 2001                              | البطل                             | 5                                 | 5                                 | 0                                 | 0                                 | 19                                | 5                                 |
| 2003                              | المركز الثالث                     | 4                                 | 1                                 | 2                                 | 1                                 | 8                                 | 6                                 |
| 2005                              | البطل                             | 5                                 | 4                                 | 0                                 | 1                                 | 15                                | 7                                 |
| 2007                              | البطل                             | 5                                 | 3                                 | 2                                 | 0                                 | 16                                | 7                                 |
| 2010                              | البطل                             | 5                                 | 4                                 | 1                                 | 0                                 | 27                                | 5                                 |
| 2012                              | البطل                             | 5                                 | 5                                 | 0                                 | 0                                 | 20                                | 7                                 |
| 2014                              | المركز الثالث                     | 5                                 | 3                                 | 1                                 | 1                                 | 26                                | 12                                |
| 2016                              | البطل                             | 5                                 | 5                                 | 0                                 | 0                                 | 27                                | 11                                |
| 2018                              | الوصيف                            | 5                                 | 3                                 | 1                                 | 1                                 | 13                                | 12                                |
| المجموع                           | 11/11                             | 53                                | 40                                | 9                                 | 4                                 | 201                               | 86                                |